# Württemberg (wijnstreek)

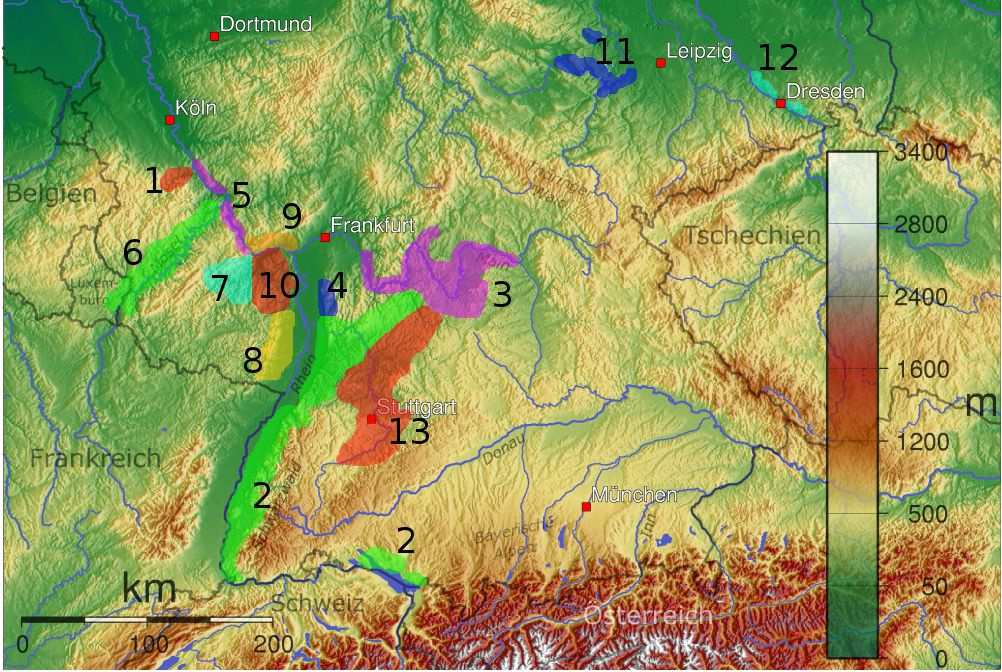
De wijnstreek Württemberg is nummer 13 op de kaart.

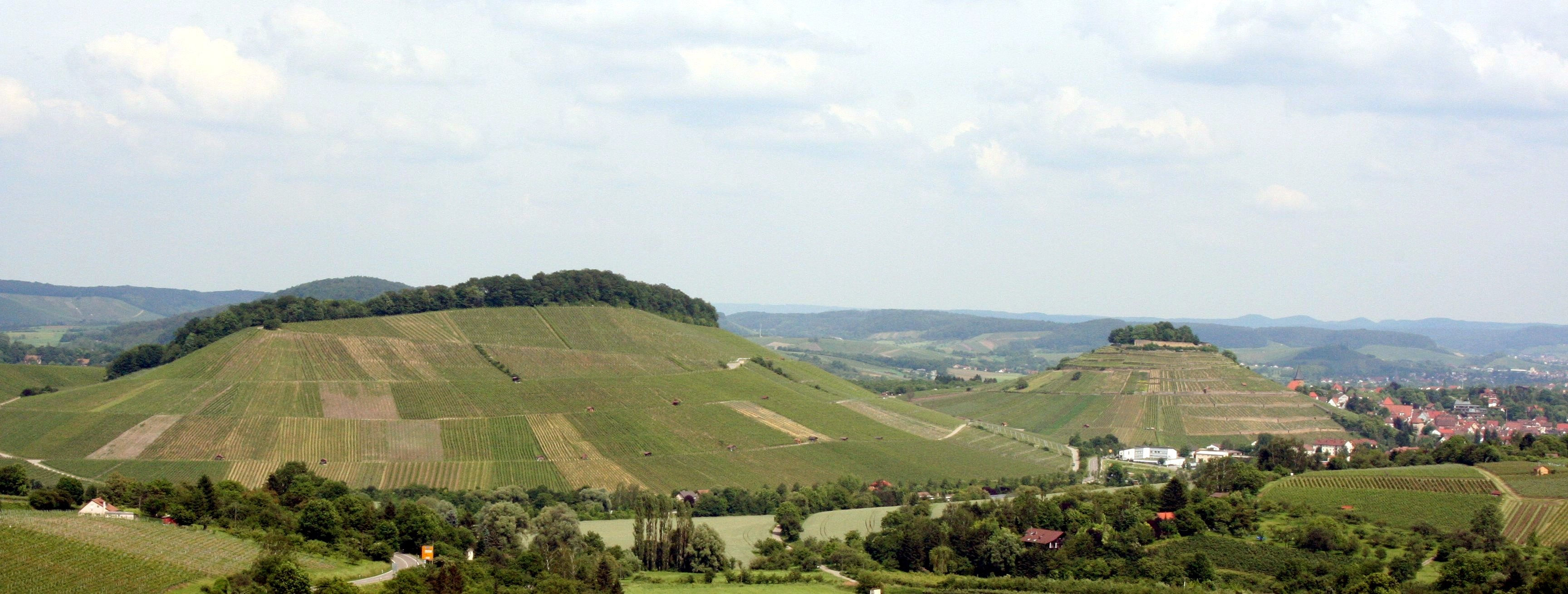
Twee typische "wijnbergen" in Weinsberg.

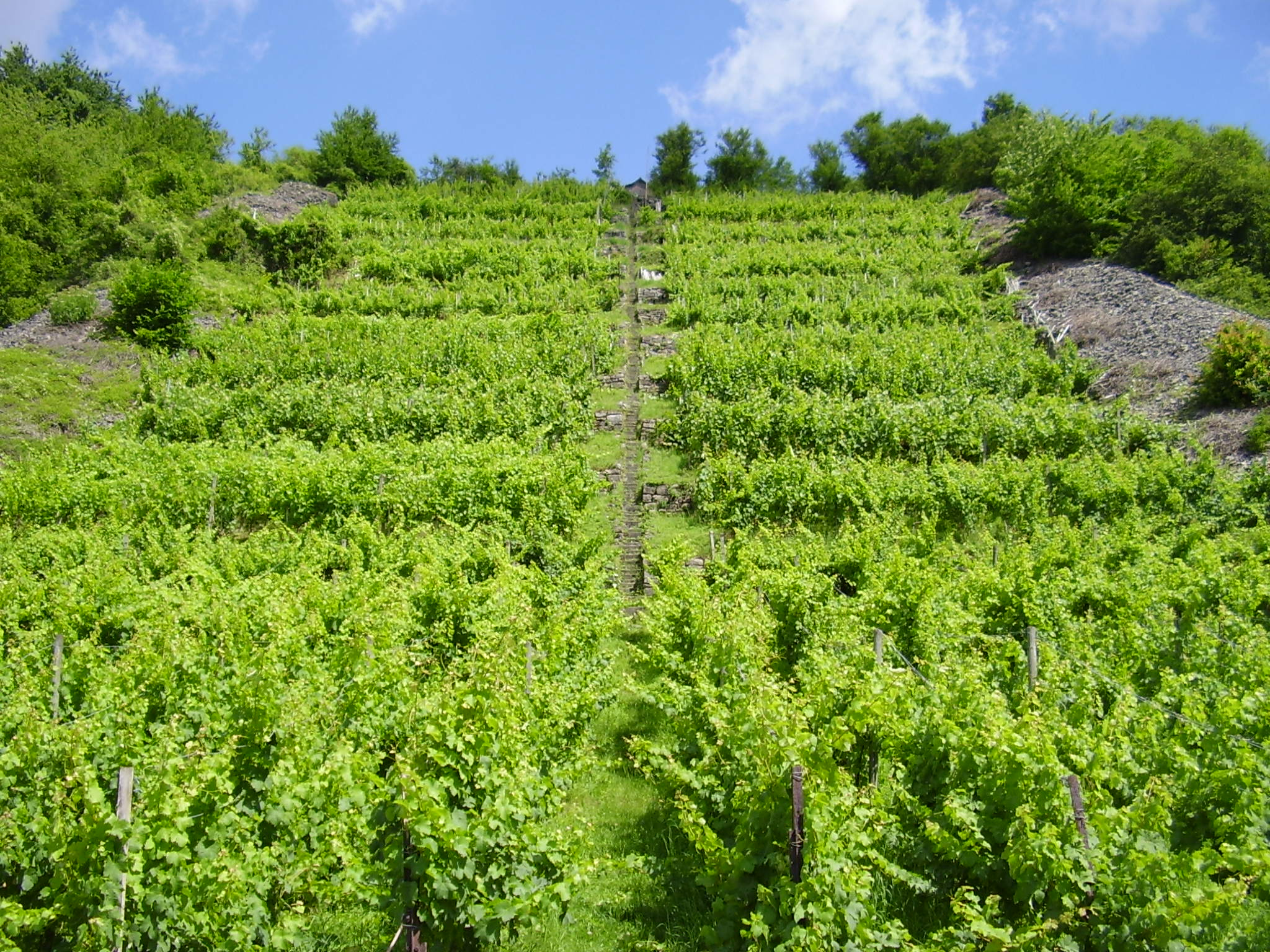
Trapwijngaard nabij Möckmühl.

De wijnstreek Württemberg ligt in de deelstaat Baden-Württemberg, Zuid-Duitsland. Rondom de rivier Neckar strekt de wijnbouw zich uit van de grens van de wijnstreek Franken in het noorden tot ongeveer de stad Tübingen in het zuiden. Grote steden zijn daar Stuttgart en Heilbronn. Ook zijn er nog enkele wijnbouwgronden oostelijk van de Bodensee bij de stad Kressbronn am Bodensee en Lindau die tot deze wijnstreek worden gerekend. Overigens, de wijn die verbouwd wordt meer noordwestelijk langs de Bodensee behoort tot de wijnstreek Baden.
Er zijn 6 Bereiche met 17 Grosslagen en meer dan 200 Einzellagen.
Met een oppervlak van 11.500 hectare en een productie van 1.000.000 hectoliter wijn per jaar (2011), is het een middelgroot wijnbouwgebied.
Twee derde is rode wijn waarvan 23% van Trollinger-druiven, 17% Schwarzriesling en 12% Lemberger. Voor witte wijn gebruikt men vooral Riesling, zo’n 20%.
Door het wijngebied loopt de “Württemberger Weinstraße”, een wijnroute die voortgekomen is uit de “Schwäbischen Weinstraße”

## Klimaat en bodem
Het gunstige microklimaat langs de Neckar - mede door de zon verwarmde Muschelkalk- en Keuperbodem - is ideaal voor expressieve rode wijnen. Hete zomers en zonnige herfstdagen zorgen voor hoge kwaliteit en goede opbrengsten. Vorst in dit landklimaat kan in sommige jaren wel tot verminderde opbrengsten leiden.
In de omgeving van Stuttgart groeien op de steile hellingen veel Trollinger voor volle rode wijn met karakter, Riesling voor pittige fruitige wijn en Kerner voor kruidige wijn, maar ook Müller-Thurgau, Portugieser en Dornfelder treft men daar aan.
Braunjura en vulkanische bodem drukken in de plaatsen Neuffen en Metzingen hun stempel op de wijn. Men richt zich daar voornamelijk op Silvaner, Kerner, Müller-Thurgau en Spätburgunder. Deze wijn - aan de voet van de Schwäbische Alb - wordt ook wel aangeduid als "Täleswein".

## Plaatselijke verkoop
Veel wijnboeren verhandelen hun wijn zelf vanaf het wijnbedrijf. Dikwijls door een ruimte in te richten met stoelen en tafeltjes. Er worden vaak ook regionale hapjes en andere producten aangeboden. Deze verkooppunten - in de Duits-Swabische streektaal “Besen” (bezem) genoemd (naar het woord “besenwirtschaft”) zijn te herkenen aan een bezem van twijgen. Als die boven de deur hangt is de gelegenheid opengesteld.